# بين لان
بين لان (بالإنجليزية: Ben Lane) هو لاعب كرة الريشة بريطاني، ولد في 13 يوليو 1997 في كينغستون ‏ في المملكة المتحدة.

## وصلات خارجية
- بن لين على موقع BWF.tournamentsoftware.com (الإنجليزية)
- بن لين على موقع BWFbadminton.com (الإنجليزية)
- بن لين على موقع اللجنة الأولمبية الدولية (الإنجليزية)
- بن لين على موقع أوليمبيديا (الإنجليزية)
- بن لين على موقع اللجنة الأولمبية البريطانية (الإنجليزية)